# Гай Юлій Юл (диктатор)
Гай Юлій Юл (лат. Gaius Julius Julus; 400 до н. е. — після 352 до н. е.) — політичний та військовий діяч Римської республіки, диктатор 352 року до н. е.

## Життєпис
Походив з патриціанського роду Юліїв. Син Гая Юлія Юла, військового трибуна з консульською владою (консулярного трибуна) 408 і 405 років до н. е.
У 352 році до н. е. у військовому таборі призначений диктатор через помилкові чутки про війну з етрусками. Безуспішно намагався домогтися обрання двох патриціанських консулів, через це наступний рік почався з міжцарів'я. Новим інтеррексом став Гай Сульпіцій Петік.